# Estadi Nacional Bingu
L'Estadi Nacional Bingu és un estadi multiusos situat a Lilongwe, Malawi.
És practicat per al futbol i l'atletisme. És el feu de la selecció de futbol de Malawi. Té una capacitat per a 41.100 espectadors. Va ser construït entre 2012 i 2016 i inaugurat el 2017.